# Linda Gray
Linda Ann Gray (født 12. september 1940 i Santa Monica, Californien) er en amerikansk skuespiller, der primært er kendt for sin rolle som den alkoholiserede luksushustru Sue Ellen Ewing i TV-serien Dallas. Hun medvirkede i 308 afsnit af Dallas i næsten samtlige seriens 14 sæsoner og i de to Dallas-tvfilm, J.R. Returns (1996) og War of the Ewings (1998).
Linda Gray startede sin karriere som model i 1960'erne. Linda Grays ben optrådte på den berømte filmplakat for filmen Fagre voksne verden (engelsk: The Graduate), selvom det var Anne Bancroft, der spillede hovedrollen i filmen. Hun medvirkede i en række tv-serier i 1970'erne, bl.a. McCloud inden hun i 1978 kom ind som gæsteskuespiller i CBS' tv-serie Dallas, men opnåede hurtig fast tilknytning til serien, hvor hun herefter medvirkede fast indtil 1991. 
Efter Dallas har hun medvirket i en række tv-serier m.v., herunder medvirken i 1994 i Melrose Place som Heather Locklears mor Hillary Michaels, hvilket førte til spinoffserien Models, Inc.. Hun har endvidere været gæsteskuespiller i tv-serien Glamour i 2004-05 som Priscilla Kelly.